# 单叶对囊蕨
单叶对囊蕨（学名：Deparia lancea）也称单叶双盖蕨，为蹄盖蕨科对囊蕨属下的一个种。